# (34325) 2000 QN201
2000 QN201 (asteroide 34325) é um asteroide da cintura principal. Possui uma excentricidade de 0.07985240 e uma inclinação de 7.26565º.
Este asteroide foi descoberto no dia 29 de agosto de 2000 por LINEAR em Socorro.